# Habitatge a l'avinguda de la Generalitat, 83-87 (Tortosa)
L'Habitatge a l'avinguda de la Generalitat, 83-87 és una obra del municipi de Tortosa (Baix Ebre) inclosa en l'Inventari del Patrimoni Arquitectònic de Catalunya.

## Descripció
Dues edificacions veïnes, de construcció entre mitgeres. Totes dues consten de planta baixa, entresol i tres pisos. L'últim pis està rematat per una barana superior en el núm. 79 i per un entaulament en el núm. 75, tots dos sostinguts per mènsules decoratives. En el nivell de planta s'hi ubiquen comerços i a la resta habitatges. A la planta, les portes d'accés als comerços són d'arc escarser mentre que les d'accés als habitatges són estretes i allindanades. Les escales es troben en tots dos casos encaixades entre les parets interiors. Els pisos s'obren mitjançant finestres i balcons, tots ells de base de pedra i baranes de ferro amb treball poc complicat. L'arrebossat simula carreus.
En el núm. 75, el nivell superior de cada pis presenta una banda de decoració floral força esquemàtica.
En el núm. 79, la decoració, senzilla, està centrada en els emmarcaments superiors de finestres i balcons.

## Història
Igual que la casa Pinyana, un dels pocs exemples d'edificis modernistes en aquest sector, després de les destrosses de la Guerra Civil de 1936-1939.